# A.D.I.D.A.S.
A.D.I.D.A.S. — песня и второй сингл американской ню-метал-группы Korn со второго студийного альбома Life Is Peachy, ставший для группы прорывом.
Песня остаётся одной из самых узнаваемых песен Korn не только с альбома, но и за всю карьеру группы, возможно благодаря запоминающемуся минорному гитарному риффу на семиструнной гитаре и несложному тексту. Название песни можно расшифровать как «Целый день я мечтаю о сексе» (англ. All Day I Dream About Sex). Критик AllMusic Стивен Томас Эрливайн назвал песню «кинетическим фанк-металическим треком, который был лучшим на альбоме».

## Позиции в чартах
Хотя песня пока ещё не достигала уровня материала с Follow The Leader, стала менее агрессивной по сравнению с песнями, вошедшими в первый одноимённый альбом группы. Для трансляции A.D.I.D.A.S. в радиоэфире, песня была перезаписана с убранной ненормативной лексикой. Продажи CD сингла, несмотря на довольно странное отсутствие на диске оригинальной песни, были довольно успешными и «A.D.I.D.A.S.» стал первым синглом группы, который попал в американские чарты c 13-й пиковой позицией в чарте Billboard Bubbling Under Hot 100 Singles.
| Чарт                                            | Пиковая позиция |
| ----------------------------------------------- | --------------- |
| Bubbling Under Hot 100 Singles (Billboard, США) | 13              |
| Великобритания                                  | 22              |
| Австралия                                       | 45              |

## Концертное исполнение
Наиболее известное исполнение песни произошло на фестивале Вудсток в 1999 перед 275 тыс. зрителей.

## Видео
Видеоклип на A.D.I.D.A.S. является единственным официальным видео с альбома Life Is Peachy. Видео поставил известный режиссёр Джозеф Кан (англ. Joseph Kahn). Сюжет разворачивается вокруг автомобильной катастрофы, которая становится причиной гибели музыкантов Korn, по вине сутенёра и его проституток. Сам сутенёр выжил и был в бешенстве, из-за того, что все его проститутки погибли.  Полицейские и пожарные огораживают место аварии, и транспортируют трупы в гротескный морг, где профессора изучают их странным способом. Джонатана Дэвиса можно увидеть лежащим на столе в расшитом блестками костюме Adidas и женском нижнем белье, что основано на одном случае из прошлого Джонатана, когда он сам работал в морге и туда поступил мертвый сутенёр. Когда они изучили его, Дэвис обнаружил что сутенёр одет в женское бельё. Джонатан тогда подумал, что это самая забавная вещь, которую он когда-либо видел, поэтому он решил включить это в видео. Видеоклип вышел 6 января 1997.

## Связь названия с компанией Adidas
Тот факт, что название песни такое же как у немецкого спортивного производителя одежды Adidas, не является совпадением, потому что одежда этой фирмы была любимой маркой музыкантов в ранние годы их творчества. А также сам жанр музыки, исполняемой Korn, иногда называют Adidas-рок. По иронии судьбы, в 1998 Korn заключили контракт с одним из самых принципиальных конкурентов Adidas, фирмой Puma.

## Связь с уходом Брайана Вэлча
Предположительно, песня является одной из причин ухода гитариста Брайана «Хэда» Вэлча из группы. Однажды он услышал как его пятилетняя дочь напевает «All Day I Dream About Sex» и решил, что не хочет, чтобы его дочь выросла с таким образом мышления.

## Список композиций

### Американская версия
- CD 49K 78530

1. «A.D.I.D.A.S.» (Synchro dub) — 4:27
2. «A.D.I.D.A.S.» (Under Pressure mix) — 3:55
3. «A.D.I.D.A.S.» (The Wet Dream mix) — 3:35
4. «Wicked» (Tear the Roof Off mix) — 3:47

### Британская версия #1
- CD 664204 2

1. «A.D.I.D.A.S.» (radio mix) — 2:32
2. «Chi» (live) — 4:46
3. «Ball Tongue» (live) — 4:56
4. «Low Rider/Shoots and Ladders» (live) — 6:14

### Британская версия #2
- CD 664204 5

1. «A.D.I.D.A.S.» (альбомная версия) — 2:32
2. «Faget» — 5:50
3. «Porno Creep» — 2:01
4. «Blind» — 4:18